# Zvonimir Ankovic
Zvonimir Ankovic (* 1972 in Kaiserslautern) ist ein deutsch-kroatischer Schauspieler.

## Leben
Ankovic ist kroatischer Herkunft. Seine Schauspielausbildung absolvierte er von 1994 bis 1998 an der Hochschule für Musik und Darstellende Kunst Stuttgart in Stuttgart.
Ab 1997 spielte er am Staatstheater Stuttgart, wo er nach Abschluss seines Schauspielstudiums von 1998 bis 2009 zum festen Ensemble gehörte. Später trat er dort als Gast bis 2012 weiterhin auf. Zu seinen Stuttgarter Rollen gehörten u. a. Simon in Trainspotting (1998, Regie: Henning Bock), Michael in dem Theaterstück Leben ein Tanz von Brian Friel (1999, Regie: Elias Perrig), der Polizeimeister in Der Revisor (2004, Regie: Volker Lösch), Bill in Dogville (2005, Regie: Volker Lösch), Cridle in Die heilige Johanna der Schlachthöfe (2006/2007, Regie: Volker Lösch), Jack in Manderley (2008/2009, Regie: Volker Lösch) und Jochanaan in Salome (2009, Regie: Ulrich Rasche).
2001 spielte er die Rolle des Lovers Kalil in der Uraufführung des Stücks Die arabische Nacht von Roland Schimmelpfennig. 2002 übernahm er den Francis in der deutschsprachigen Erstaufführung des Stücks In der fernsten Ferne von Zinnie Harris (2002, Regie: Dimiter Gotscheff). Am Staatstheater Stuttgart arbeitete er außerdem mit den Regisseuren Elmar Goerden, Wilfried Minks, Sebastian Nübling, Stephan Kimmig und Hasko Weber zusammen.
Ankovic übernahm auch mehrere Film- und Fernsehrollen. Im Ludwigshafener Tatort: Der Schrei (Erstausstrahlung: Oktober 2010) spielte er den Tatverdächtigen Jarek Tasev, eine Rolle, die er von dem ursprünglich vorgesehenen Schauspielkollegen Pero Radicic übernahm. Im Tatort: LU (Erstausstrahlung: Dezember 2015) hatte er ebenfalls eine Nebenrolle als „Parkatyp“ Ronnie Bucher.
Im Oktober 2017 war auch in der ZDF-Serie SOKO Stuttgart in einer Episodenhauptrolle als Boris Vasic zu sehen; er spielte den Lebensgefährten eines alternden Stuttgarter Travestiekünstlers.
Ankovic, der der neben Deutsch auch Kroatisch, Serbisch und Pfälzisch beherrscht angibt, lebt in Köln und Kaiserslautern, wo er ein Café und Bistro (mit Restaurant) betreibt. Er besitzt Grundkenntnisse der englischen Sprache.

## Filmografie (Auswahl)
- 2006: Vier Töchter (Kinofilm)
- 2007: Ein fliehendes Pferd (Kinofilm)
- 2009: SOKO Stuttgart: Santa Maria (Fernsehserie)
- 2010: Tatort: Der Schrei (Fernsehreihe)
- 2012: MEK 8: Kronzeuge (Fernsehserie)
- 2013: Alarm für Cobra 11 – Die Autobahnpolizei: Gestohlene Liebe (Fernsehserie)
- 2013: Mantrailer – Spuren des Verbrechens (Fernsehfilm)
- 2015: Tatort: LU (Fernsehreihe)
- 2017: SOKO Stuttgart: La vie en rose (Fernsehserie)